# 高橋菜々美
高橋 菜々美（たかはし ななみ、1998年7月16日 - ）は、日本の元女性声優。埼玉県出身。スタイルキューブに所属していた。

## 略歴
小学3年生の頃に声優業を志す。幼少期から少女向けアニメが好きで、『きらりん☆レボリューション』にてアイドルが声優の仕事をしていたのを見て声優業を知った。アニメもアイドルも好きであり、歌うことや踊ることにも興味があったことから、それらに携れるような声優業に憧れたという。
中学2年生の頃、事務所の第1回オーディションを受けた。「ゆいかおり」に憧れていたことから、「応募しなきゃ！」っと思ったという。中学時代は、放課後にレッスンがあり、途中から養成所のレッスンも受けていたことから休みがない時があったものの、当時は「辛い」「大変」といった意識はなかったという。
2018年6月よりマリン・エンタテインメントによって結成された声優ユニット「teaRLove」にメンバーとして参加する。
2018年に放送された『黒猫モンロヲ』がテレビアニメでの初めて役名のある仕事である。
2022年4月30日、芸能活動の廃業を理由に同日付をもってスタイルキューブを退所。声優引退後はクリエイターへの転向を目指すとしている。

## 人物
趣味としてデジタルイラスト、作曲、粘土細工をそれぞれ挙げている。特技としてダンス、振り付けをそれぞれ挙げている。

## 後任
高橋の廃業により、持ち役を引き継いだ声優は以下の通り。
| 後任     | 役名 | 作品               | 後任の初出演                                                        |
| -------- | ---- | ------------------ | ------------------------------------------------------------------- |
| 小田果林 | ユメ | 『GROOVE COASTER』 | 『グルーヴコースター ワイワイパーティー!!!!』2022年12月22日更新以降 |

## 出演
太字はメインキャラクター。

### テレビアニメ
2018年
- 黒猫モンロヲ（ヅラオ）

2019年
- アイカツフレンズ!〜かがやきのジュエル〜（ネージュ）

2020年
- アイカツオンパレード!（ネージュ）

2022年
- ヴァニタスの手記（シャルラタン、アストルフォの妹）

### 劇場アニメ
- デジモンアドベンチャー tri. 第5章「共生」（2017年、女子高生）
- 竜とそばかすの姫（2021年）

### OVA
- 怪獣娘（黒）〜ウルトラ怪獣擬人化計画〜（2018年、女性[7]）

### ゲーム
2013年
- フェアリーフェンサー エフ（2013年 - 2015年、少女、妖精） - 2シリーズ

2015年
- 魔神少女 エピソード2 -願いへの代価-（ペルーサ）

2017年
- グルーヴコースター3EX ドリームパーティー（ユメ）
- 超ダメージ姫さま（魔導士姫）

2019年
- けものフレンズ3（ヤマバク）
- グルーヴコースター ワイワイパーティー!!!!（ユメ）

2020年
- 絵師神の絆（チリ）
- ブラウンダスト（ロシュ）
- Muse Dash（ユメ）

2021年
- 城姫クエスト 極（中尾城、神指城）

### ラジオ番組
- らじトク!! ハッピーアワーもライブでハロー868（2017年 - 2019年、エフエムこしがや）
- 高橋菜々美と須田裕莉香のてこぽこ道場（2019年 - 2021年、市川うららFM）[16]

### テレビ番組
※はインターネット配信。
- ぽにきゃんぜん部!（2016年 - 2017年、ニコニコ生放送※・音泉※）
- 桶谷菜穂と高橋菜々美の『なのはな放送局』（2021年、ニコニコ生放送※）

### 舞台
- 「レーカン!」（2015年11月11日 - 15日、日本芸術専門学校大森校劇場） - 花子さん 役[17]
- 「てーきゅう〜先輩とめぐりあう時間たち〜ディレクターズカット」（2016年3月16日 - 21日、日本芸術専門学校大森校劇場） - 縁下力子 役[18]

### その他コンテンツ
- 「ぷちますかんしゃさい！」（2013年、振付・ダンス指導）
- THE IDOLM@STER MOVIE 輝きの向こう側へ!（2014年、モーションアクター）
- 「秋のレーカン！祭り」（2015年、振付・バックダンサー）
- ユニクリチャンネル (2021年 - )

## ディスコグラフィ

### キャラクターソング
| 発売日 | 商品名                                                        | 歌               | 楽曲                                          | 備考                                                     |
| 2018年 | 2018年                                                        | 2018年           | 2018年                                        | 2018年                                                   |
| ------ | ------------------------------------------------------------- | ---------------- | --------------------------------------------- | -------------------------------------------------------- |
| 4月4日 | グルーヴコースター ORIGINAL SOUNDTRACK 2018 Vol.1 “DREAM”     | ユメ(高橋菜々美) | 「飛び立て!ドリームパーティー」               | ゲーム『グルーヴコースター3EX ドリームパーティー』関連曲 |
| 5月2日 | グルーヴコースター ORIGINAL SOUNDTRACK 2018 Vol.2 “STARLIGHT” | ユメ(高橋菜々美) | 「飛び立て!ドリームパーティー(Extended Mix)」 | ゲーム『グルーヴコースター3EX ドリームパーティー』関連曲 |

### その他参加楽曲
| 発売日   | 商品名               | 歌       | 楽曲                     | 備考               |
| 2019年   | 2019年               | 2019年   | 2019年                   | 2019年             |
| -------- | -------------------- | -------- | ------------------------ | ------------------ |
| 3月31日  | 瞬間シンクロニシティ | teaRLove | 「瞬間シンクロニシティ」 | 『teaRLove』関連曲 |
| 4月28日  | ソライロメロディ     | teaRLove | 「ソライロメロディ」     | 『teaRLove』関連曲 |
| 6月30日  | 恋するサマーラッシュ | teaRLove | 「恋するサマーラッシュ」 | 『teaRLove』関連曲 |
| 9月28日  | 勇気の翼             | teaRLove | 「勇気の翼」             | 『teaRLove』関連曲 |
| 12月15日 | 僕らの夢のその先へ   | teaRLove | 「僕らの夢のその先へ」   | 『teaRLove』関連曲 |
| 2020年   |                      |          |                          |                    |
| 2月22日  | NO IMITATION         | teaRLove | 「NO IMITATION」         | 『teaRLove』関連曲 |
| 10月11日 | 星空をつないで       | teaRLove | 「星空をつないで」       | 『teaRLove』関連曲 |
| 2021年   |                      |          |                          |                    |
| 4月17日  | Cry High             | teaRLove | 「Cry High」             | 『teaRLove』関連曲 |
| 7月24日  | SMILing              | teaRLove | 「SMILing」              | 『teaRLove』関連曲 |

### ユニットメンバー
1. 1 2 3  赤尾ひかる、桶谷菜穂、小野寺瑠奈、河野ひより、桜木夕、関根瞳、高橋菜々美、広瀬世華、福積沙耶、丸岡和佳奈